# Жан де Ланнуа
Жан де Ланнуа (фр. Jean de Lannoy; ок. 1510—1560), сеньор де Молембе и Сольр-ле-Шато — государственный деятель Габсбургских Нидерландов.

## Биография
Сын Филиппа де Ланнуа, сеньора де Молембе, и Мадлен Бургундской.
Советник и камергер императора Карла V.
В 1546 году на капитуле в Утрехте был принят в рыцари ордена Золотого руна.
17 марта 1556 года был назначен великим бальи Эно. Перед отъездом из Нидерландов в Испанию Филипп II в 1559 также назначил Жана генерал-капитаном Эно.

## Семья
Жена (13.09.1530): Жанна де Линь де Барбансон (ум. 24.09.1569), дочь Луи де Линя, сеньора де Барбансон, и Марии ван Глим
Дети:
- Мари (ок. 1534—14.05.1580), дама де Молембе, Сензей и Сольр-ле-Шато. Муж (9.07.1550): Ян IV ван Глим (1528—1567), маркиз ван Берген-оп-Зом. Брак был бездетным, и владения перешли к сестре Жана Иоланде де Ланнуа, жене Жака III де Кроя

Сторонники версии происхождения американской фамилии Делано от рода де Ланнуа полагают, что у Жана де Ланнуа был сын Жильбер, перешедший в протестантизм и за это лишенный наследства. Он перебрался в республику Соединенных провинций, а его внук Филип переселился в Англию, откуда в 1621 году отправился в Плимутскую колонию.